# Mario Melchiot
Mario Melchiot (Amsterdam, 4 novembre 1976) è un ex calciatore olandese, di ruolo difensore.

## Carriera

### Club
Cresciuto nel vivaio dell'Ajax, gioca tre stagioni per il club di Amsterdam, vincendo la Eredivisie nel 1998 e la Coppa d'Olanda nel 1998 e nel 1999. Si trasferisce nell'estate del 1999 al Chelsea, dove vinse la FA Cup nel 2000.
Si trasferisce al Birmingham City nel luglio del 2004 con un contratto di due anni, debuttando con un 1-1 contro il Portsmouth. Il Birmingham retrocede durante la sua seconda stagione nell'aprile 2006 dopo il pareggio per 0-0 con il Newcastle Utd. Gioca l'ultima partita per il club nella sconfitta per 1-0 subita dal Bolton il 7 maggio 2006.

Melchiot (a sinistra) all'Ajax nel 1997, in contrasto sullo juventino Vieri.

Nell'agosto dello stesso anno, Melchiot firma per un anno con la formazione francese del Rennes, militante in Ligue 1. Debutta nel pareggio 1-1 contro il Monaco, e partirà titolare per tutta la stagione. Segna il suo primo gol per il club bretone in Coupe de France nei sedicesimi di finale nel pareggio contro il  FC Libourne-Saint-Seurin, club di Ligue 2. Melchiot entra nel cuore dei tifosi segnando il secondo gol nella vittoria del Rennes ai danni degli eterni rivali del Nantes.
Il contratto di Melchiot termina nell'estate del 2007 e fa così ritorno in Premier League vestendo la maglia del Wigan Athletic, club che lo ha acquistato a parametro zero durante il mercato estivo.

### Nazionale
Conta 17 presenze con i Paesi Bassi. Debutta l'11 ottobre 2000, nella sconfitta 0-2 contro il Portogallo durante le qualificazioni al campionato del mondo 2002.
Ha poi fatto parte della nazionale olandese di Marco van Basten per il campionato d'Europa 2008, in cui gioca soltanto la sfida vinta 2-0 contro la Romania ai gironi. Questa si rivela anche la sua ultima gara in nazionale.

## Statistiche

### Presenze e reti nei club
| Stagione               | Squadra                | Campionato             | Campionato | Campionato | Coppe nazionali | Coppe nazionali | Coppe nazionali | Coppe continentali | Coppe continentali | Coppe continentali | Altre coppe | Altre coppe | Altre coppe | Totale | Totale |
| Stagione               | Squadra                | Comp                   | Pres       | Reti       | Comp            | Pres            | Reti            | Comp               | Pres               | Reti               | Comp        | Pres        | Reti        | Pres   | Reti   |
| ---------------------- | ---------------------- | ---------------------- | ---------- | ---------- | --------------- | --------------- | --------------- | ------------------ | ------------------ | ------------------ | ----------- | ----------- | ----------- | ------ | ------ |
| 1996-1997              | Ajax                   | ED                     | 23         | 0          | CO              | -               | -               | CU                 | -                  | -                  | -           | -           | -           | 23     | 0      |
| 1997-1998              | Ajax                   | ED                     | 26         | 0          | CO              | -               | -               | CdC                | -                  | -                  | SO          | -           | -           | 26     | 0      |
| 1998-1999              | Ajax                   | ED                     | 24         | 1          | CO              | -               | -               | UCL                | -                  | -                  | SO          | -           | -           | 24     | 1      |
| Totale Ajax            | Totale Ajax            | Totale Ajax            | 73         | 1          |                 | -               | -               |                    | -                  | -                  |             | -           | -           | -      | -      |
| 1999-2000              | Chelsea                | PL                     | 5          | 0          | FACup+CdL       | -               | -               | UCL                | 5                  | 0                  |             | -           | -           | -      | -      |
| 2000-2001              | Chelsea                | PL                     | 31         | 0          | FACup+CdL       | -               | -               | UCL                | -                  | -                  | CS          | -           | -           | 31     | 0      |
| 2001-2002              | Chelsea                | PL                     | 37         | 2          | FACup+CdL       | -               | -               | UCL                | -                  | -                  | CS          | -           | -           | 37     | 2      |
| 2002-2003              | Chelsea                | PL                     | 34         | 0          | FACup+CdL       | -               | -               | UCL                | -                  | -                  | CS          | -           | -           | 34     | 0      |
| 2003-2004              | Chelsea                | PL                     | 23         | 2          | FACup+CdL       | -               | -               | UCL                | -                  | -                  |             | -           | -           | 23     | 2      |
| Totale Chelsea         | Totale Chelsea         | Totale Chelsea         | 130        | 4          |                 | -               | -               |                    | -                  | -                  |             | -           | -           | -      | -      |
| 2004-2005              | Birmingham City        | PL                     | 34         | 1          | FACup+CdL       | -               | -               | -                  | -                  | -                  | -           | -           | -           | 34     | 1      |
| 2005-2006              | Birmingham City        | PL                     | 23         | 1          | FACup+CdL       | -               | -               | -                  | -                  | -                  | -           | -           | -           | 23     | 1      |
| Totale Birmingham City | Totale Birmingham City | Totale Birmingham City | 57         | 2          |                 | -               | -               |                    | -                  | -                  |             | -           | -           | -      | -      |
| 2006-2007              | Rennes                 | L1                     | 30         | 2          | CF+CdL          | -               | -               | UEL                | -                  | -                  | -           | -           | -           | 30     | 2      |
| 2007-2008              | Wigan Athletic         | PL                     | 31         | 0          | FACup+CdL       | -               | -               | -                  | -                  | -                  | -           | -           | -           | 31     | 0      |
| 2008-2009              | Wigan Athletic         | PL                     | 34         | 0          | FACup+CdL       | -               | -               | -                  | -                  | -                  | -           | -           | -           | 34     | 0      |
| 2009-2010              | Wigan Athletic         | PL                     | 32         | 0          | FACup+CdL       | -               | -               | -                  | -                  | -                  | -           | -           | -           | 32     | 0      |
| Totale Wigan           | Totale Wigan           | Totale Wigan           | 97         | 0          |                 | -               | -               |                    | -                  | -                  |             | -           | -           | -      | -      |

### Cronologia presenze e reti in nazionale
| Cronologia completa delle presenze e delle reti in nazionale ― Paesi Bassi | Cronologia completa delle presenze e delle reti in nazionale ― Paesi Bassi | Cronologia completa delle presenze e delle reti in nazionale ― Paesi Bassi | Cronologia completa delle presenze e delle reti in nazionale ― Paesi Bassi | Cronologia completa delle presenze e delle reti in nazionale ― Paesi Bassi | Cronologia completa delle presenze e delle reti in nazionale ― Paesi Bassi | Cronologia completa delle presenze e delle reti in nazionale ― Paesi Bassi | Cronologia completa delle presenze e delle reti in nazionale ― Paesi Bassi |
| Data                                                                       | Città                                                                      | In casa                                                                    | Risultato                                                                  | Ospiti                                                                     | Competizione                                                               | Reti                                                                       | Note                                                                       |
| -------------------------------------------------------------------------- | -------------------------------------------------------------------------- | -------------------------------------------------------------------------- | -------------------------------------------------------------------------- | -------------------------------------------------------------------------- | -------------------------------------------------------------------------- | -------------------------------------------------------------------------- | -------------------------------------------------------------------------- |
| 11-10-2000                                                                 | Rotterdam                                                                  | Paesi Bassi                                                                | 0 – 2                                                                      | Portogallo                                                                 | Qual. Mondiali 2002                                                        | -                                                                          |                                                                            |
| 15-11-2000                                                                 | Siviglia                                                                   | Spagna                                                                     | 1 – 2                                                                      | Paesi Bassi                                                                | Amichevole                                                                 | -                                                                          | 74’                                                                        |
| 25-4-2001                                                                  | Eindhoven                                                                  | Paesi Bassi                                                                | 4 – 0                                                                      | Cipro                                                                      | Qual. Mondiali 2002                                                        | -                                                                          |                                                                            |
| 2-6-2001                                                                   | Tallinn                                                                    | Estonia                                                                    | 2 – 4                                                                      | Paesi Bassi                                                                | Qual. Mondiali 2002                                                        | -                                                                          |                                                                            |
| 15-8-2001                                                                  | Londra                                                                     | Inghilterra                                                                | 0 – 2                                                                      | Paesi Bassi                                                                | Amichevole                                                                 | -                                                                          | 46’                                                                        |
| 1-9-2001                                                                   | Dublino                                                                    | Irlanda                                                                    | 1 – 0                                                                      | Paesi Bassi                                                                | Qual. Mondiali 2002                                                        | -                                                                          | 66’                                                                        |
| 5-9-2001                                                                   | Eindhoven                                                                  | Paesi Bassi                                                                | 5 – 0                                                                      | Estonia                                                                    | Qual. Mondiali 2002                                                        | -                                                                          |                                                                            |
| 6-10-2001                                                                  | Arnhem                                                                     | Paesi Bassi                                                                | 4 – 0                                                                      | Andorra                                                                    | Qual. Mondiali 2002                                                        | -                                                                          | 72’                                                                        |
| 10-11-2001                                                                 | Copenaghen                                                                 | Danimarca                                                                  | 1 – 1                                                                      | Paesi Bassi                                                                | Amichevole                                                                 | -                                                                          | 46’                                                                        |
| 30-4-2003                                                                  | Eindhoven                                                                  | Paesi Bassi                                                                | 1 – 1                                                                      | Portogallo                                                                 | Amichevole                                                                 | -                                                                          | 46’                                                                        |
| 31-3-2004                                                                  | Rotterdam                                                                  | Paesi Bassi                                                                | 0 – 0                                                                      | Francia                                                                    | Amichevole                                                                 | -                                                                          |                                                                            |
| 17-11-2004                                                                 | Barcellona                                                                 | Andorra                                                                    | 0 – 3                                                                      | Paesi Bassi                                                                | Qual. Mondiali 2006                                                        | -                                                                          |                                                                            |
| 8-6-2005                                                                   | Helsinki                                                                   | Finlandia                                                                  | 0 – 4                                                                      | Paesi Bassi                                                                | Qual. Mondiali 2006                                                        | -                                                                          | 26’ 81’                                                                    |
| 2-6-2007                                                                   | Seul                                                                       | Corea del Sud                                                              | 0 – 2                                                                      | Paesi Bassi                                                                | Amichevole                                                                 | -                                                                          | 85’                                                                        |
| 6-6-2007                                                                   | Bangkok                                                                    | Thailandia                                                                 | 1 – 3                                                                      | Paesi Bassi                                                                | Amichevole                                                                 | -                                                                          | 46’                                                                        |
| 8-9-2007                                                                   | Amsterdam                                                                  | Paesi Bassi                                                                | 2 – 0                                                                      | Bulgaria                                                                   | Qual. Euro 2008                                                            | -                                                                          | 14’ 66’                                                                    |
| 12-9-2007                                                                  | Tirana                                                                     | Albania                                                                    | 0 – 1                                                                      | Paesi Bassi                                                                | Qual. Euro 2008                                                            | -                                                                          | 71’                                                                        |
| 17-11-2007                                                                 | Eindhoven                                                                  | Paesi Bassi                                                                | 1 – 0                                                                      | Lussemburgo                                                                | Qual. Euro 2008                                                            | -                                                                          |                                                                            |
| 21-11-2007                                                                 | Minsk                                                                      | Bielorussia                                                                | 2 – 1                                                                      | Paesi Bassi                                                                | Qual. Euro 2008                                                            | -                                                                          |                                                                            |
| 6-2-2008                                                                   | Spalato                                                                    | Croazia                                                                    | 0 – 3                                                                      | Paesi Bassi                                                                | Amichevole                                                                 | -                                                                          | 71’                                                                        |
| 1-6-2008                                                                   | Rotterdam                                                                  | Paesi Bassi                                                                | 2 – 0                                                                      | Galles                                                                     | Amichevole                                                                 | -                                                                          | 46’                                                                        |
| 17-6-2008                                                                  | Berna                                                                      | Paesi Bassi                                                                | 2 – 0                                                                      | Romania                                                                    | Euro 2008 - 1º turno                                                       | -                                                                          | 58’                                                                        |
| Totale                                                                     |                                                                            | Presenze                                                                   | 22                                                                         |                                                                            | Reti                                                                       | 0                                                                          |                                                                            |

## Palmarès

### Club
- Campionato olandese: 1

Ajax: 1997-1998
- Coppa dei Paesi Bassi: 2

Ajax: 1997-1998, 1998-1999
- Coppa d'Inghilterra: 1

Chelsea: 1999-2000
- Charity Shield: 1

Chelsea: 2000